# St. Katharina (Thuisbrunn)

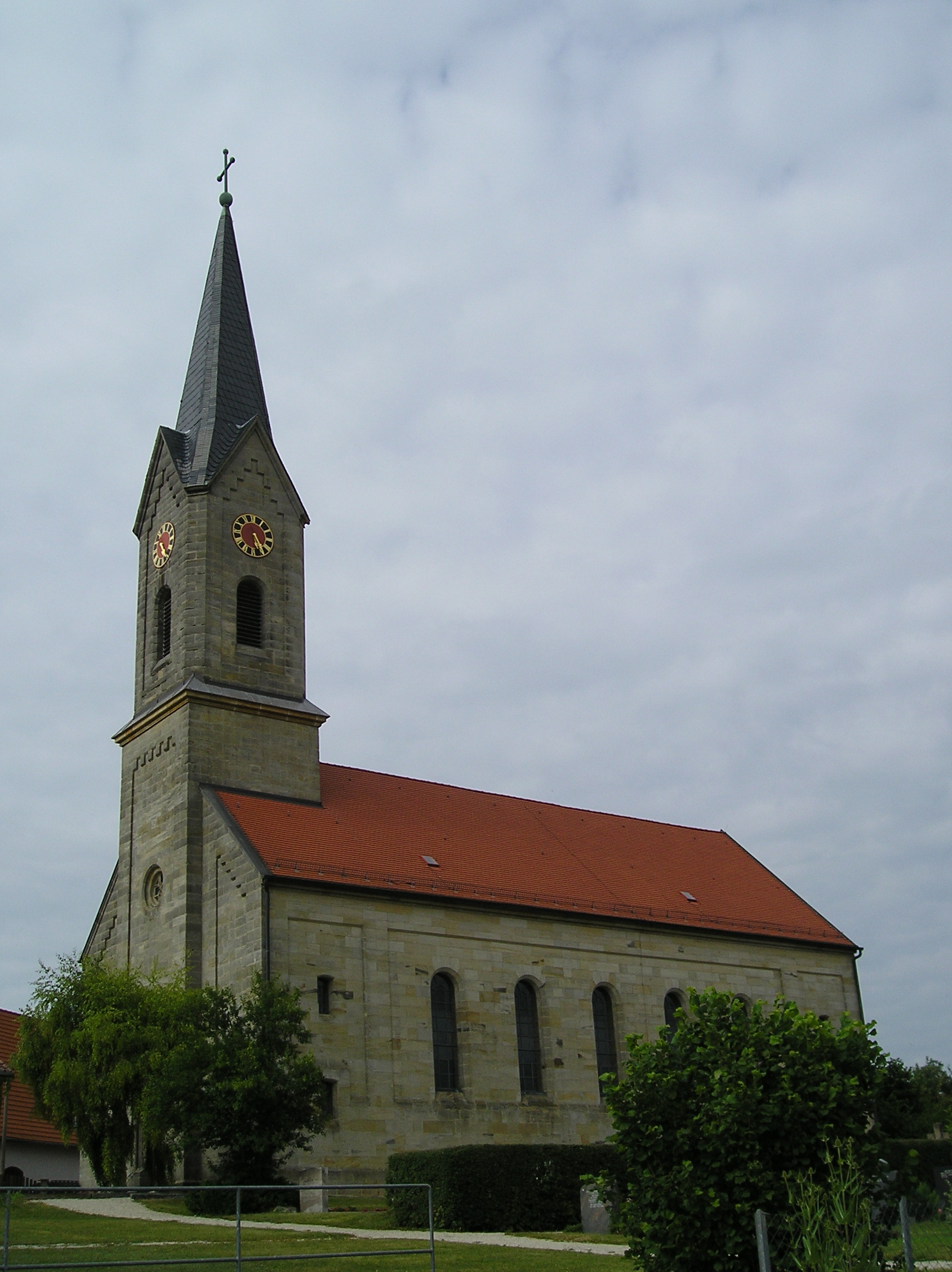
St. Katharina (Thuisbrunn)

Die denkmalgeschützte, evangelisch-lutherische Pfarrkirche St. Katharina steht in Thuisbrunn, einem Gemeindeteil der Stadt Gräfenberg im Landkreis Forchheim (Oberfranken, Bayern). Die Kirche ist unter der Denkmalnummer D-4-74-132-89 als Baudenkmal in der Bayerischen Denkmalliste eingetragen. Die Kirchengemeinde gehört zum Dekanat Gräfenberg im Kirchenkreis Nürnberg der Evangelisch-Lutherischen Kirche in Bayern.

## Beschreibung
Die neuromanische Saalkirche aus Quadermauerwerk wurde 1855/56 erbaut. Sie besteht aus einem Langhaus, das mit einem Satteldach bedeckt ist, und mit einem fast vollständig eingestellten quadratischen Kirchturm im Westen, dessen oberstes Geschoss mit abgeschrägten Ecken die Turmuhr und den Glockenstuhl beherbergt, und auf dem ein spitzer, schiefergedeckter Helm sitzt. 
Der Innenraum des Langhauses hat an drei Seiten Emporen. Im kurzen Chor befindet sich der Altar. Am Kämpfer des Chorbogens ist die Kanzel mit ihrem Schalldeckel angebracht. 